# Cripple Creek (Colorado)
Cripple Creek ist eine City im US-Bundesstaat Colorado. Das U.S. Census Bureau hat bei der Volkszählung 2020 eine Einwohnerzahl von 1.155 ermittelt. 
Die Statutory City ist County Seat des Teller County. Sie liegt 70 km südwestlich von Colorado Springs an den südlichen Ausläufern des Pikes Peak und ist seit der Glücksspiellegalisierung im Jahr 1991 eines der bekanntesten Spielerparadiese Colorados. Der Cripple Creek Historic District ist seit 1961 eine National Historic Landmark und umfasst den größten Teil des Stadtgebietes.

## Geschichte
Cripple Creek war zu Zeiten des Colorado-Goldrauschs eine der berühmtesten Goldgräberstädte in Colorado. Im Tertiär war die Gegend um Cripple Creek vulkanisch sehr aktiv. Sie gehört zum Thirtynine Mile Volcanic Field in Colorado. Durch diese Aktivitäten wurden große Mengen Gold nahe an die Erdoberfläche gebracht. Außerdem finden sich Sulfide und Tellur-Verbindungen, die dem County ihren Namen gaben.
Mit einer Höhe von 2896 m und direkt unter der Baumgrenze gelegen, galt das hochgelegene Tal um Cripple Creek lange nur als Weidegebiet für Vieh. Viele Landausbeuter mieden das Gebiet, nachdem der falsch benannte Mount Pisgah Hoax zu einem Mini-Goldrausch geführt hatte. Dieser wurde ausgelöst durch den simplen Trick, dass wertloses Gestein mit Gold versetzt wurde.
Reichhaltiges Golderz wurde 1891 dann doch gefunden, was den letzten großen Goldrausch Colorados auslöste. Tausende von Goldgräbern eilten in die Region, und es dauerte nicht lange, bis W. S. Stratton die dann berühmt gewordene Independence-Goldader entdeckte und damit einen der größten Goldfunde der Geschichte machte. Im Jahr 1900 waren Cripple Creek und seine Schwesterstadt Victor vermögende Siedlungen.
In den 1890er Jahren traten viele der Bergleute im Gebiet von Cripple Creek einer Bergarbeitergewerkschaft bei, der Western Federation of Miners (WFM). Der Bergarbeiterstreik von Cripple Creek von 1894 war eine der wenigen Gelegenheiten in der Geschichte Colorados, in der ein amtierender Gouverneur die Nationalgarde Colorados in Marsch setzte, um die Bergarbeiter vor Übergriffen durch Kräfte zu schützen, die unter der Kontrolle der Minenbesitzer standen. 1903 war die Neigung der Bundesstaatsregierung umgeschlagen, und Gouverneur James Peabody schickte am 23. November 1903 die Nationalgarde nach Cripple Creek, um die Macht der Bergarbeitergewerkschaft in den Goldgräberlagern zu zerschlagen. Dieser Streik von 1903 und die Reaktion des Gouverneurs ging den Colorado Labor Wars voraus, die viele Menschenleben forderten.
Am 4. Juli 1961 erhielt ein Großteil von Cripple Creek als Historic District den Status einer National Historic Landmark.
Am 15. Oktober 1966 wurde der Cripple Creek Historic District in das National Register of Historic Places aufgenommen.
Bis 2005 wurden in Cripple Creek und Umgebung etwa 23,5 Millionen Feinunzen (731 Tonnen) Gold gefördert. Als die Minen weniger ertragreich wurden, verließ der größte Teil der Bevölkerung die Region. Cripple Creek wurde zu einer Geisterstadt und als solche zu einer Touristenattraktion. Die alten Untertagebergwerke sind erschöpft, doch seit 1994 ist östlich der Stadt in der Nähe von Victor ein Tagebau in Betrieb.
Gegen Ende des 20. Jahrhunderts erhielt die Stadt die Genehmigung, Glücksspiele anzubieten. Diese Spielcasinos sind in vielen der historischen Bauten untergebracht. Dies führte zu einer erneuten Belebung und zu regelmäßigen Einnahmen.
Die Cripple Creek and Victor Narrow Gauge Railroad ist eine Schmalspur-Museumseisenbahn mit vier Dampflokomotiven. In den Jahren 2006/2007 wurde in Cripple Creek ein großes historisches Museum erbaut, das Pikes Peak Heritage Center.

## Geographie
Cripple Creeks geographische Koordinaten sind 38° 45′ N, 105° 11′ W.
Nach den Angaben des United States Census Bureau hat die Stadt eine Fläche von 2,9 km², die vollständig aus Land bestehen.

## Demographie
Zum Zeitpunkt des United States Census 2000 bewohnten Cripple Creek 1115 Personen. Die Bevölkerungsdichte betrug 381,0 Personen pro km². Es gab 737 Wohneinheiten, durchschnittlich 251,8 pro km². Die Bevölkerung Cripple Creeks bestand zu 92,29 % aus Weißen, 0,90 % Schwarzen oder African American, 2,15 % Native American, 0,81 % Asian, 1,43 % gaben an, anderen Rassen anzugehören und 2,42 % nannten zwei oder mehr Rassen. 6,01 % der Bevölkerung erklärten, Hispanos oder Latinos jeglicher Rasse zu sein.
Die Bewohner Cripple Creeks verteilten sich auf 494 Haushalte, von denen in 23,3 % Kinder unter 18 Jahren lebten. 44,7 % der Haushalte stellten Verheiratete, 7,9 % hatten einen weiblichen Haushaltsvorstand ohne Ehemann und 42,9 % bildeten keine Familien. 30,4 % der Haushalte bestanden aus Einzelpersonen und in 4,9 % aller Haushalte lebte jemand im Alter von 65 Jahren oder mehr alleine. Die durchschnittliche Haushaltsgröße betrug 2,26 und die durchschnittliche Familiengröße 2,82 Personen.
Die Stadtbevölkerung verteilte sich auf 22,2 % Minderjährige, 10,4 % 18–24-Jährige, 29,2 % 25–44-Jährige, 30,2 % 45–64-Jährige und 8,0 % im Alter von 65 Jahren oder mehr. Das Durchschnittsalter betrug 39 Jahre. Auf jeweils 100 Frauen entfielen 104,2 Männer. Bei den über 18-Jährigen entfielen auf 100 Frauen 100,0 Männer.
Das mittlere Haushaltseinkommen in Cripple Creek betrug 39.261 US-Dollar und das mittlere Familieneinkommen erreichte die Höhe von 41.685 US-Dollar. Das Durchschnittseinkommen der Männer betrug 27.600 US-Dollar, gegenüber 25.000 US-Dollar bei den Frauen. Das Pro-Kopf-Einkommen in Cripple Creek war 19.607 US-Dollar. 6,4 % der Bevölkerung und 4,7 % der Familien hatten ein Einkommen unterhalb der Armutsgrenze, davon waren 3,8 % der Minderjährigen und 6,1 % der Altersgruppe 65 Jahre und mehr betroffen.

## Erwähnungen des Ortes in der Populärkultur
Eines der meistgespielten klassischen Bluegrass-Instrumental-Stücke für Banjo und Gitarre heißt Cripple Creek. Es wurde von vielen berühmten Musikern interpretiert, darunter Hank Snow und Chet Atkins. Neil Youngs Album After the Gold Rush aus dem Jahr 1970 enthält den Song Cripple Creek Ferry. The Band veröffentlichte 1969 ein Album mit dem Song Up on Cripple Creek; dieser bezieht sich jedoch auf Lake Charles in Louisiana. Die Cripple Creek Theatre Company in New Orleans entlieh ihren Namen diesem Titel. Craig T. Nelson begann seine Schauspielkarriere im Imperial Hotel in Cripple Creek.
Robert Blys Gedicht Condition of the Working Classes, 1970 aus seinem 1973 veröffentlichten Buch Sleepers Joining Hands handelt von Cripple Creek. Sein bereits 1967 veröffentlichtes Gedicht After the Industrial Revolution, All Things Happen at Once aus der mit dem National Book Award prämierten Sammlung The Light Around the Body zitiert the dead of Cripple Creek. Linda Goodmans Roman Gooberz (1989) spielt in Cripple Creek, ihrem Wohnort. Vincent J. Cardinals Off-Broadway-Stück The Colorado Catechism (1990) spielt in einem fiktiven Rehabilitationszentrum in Cripple Creek.
In Bob Dylans 1962 eingespieltem Song Rambling, Gambling Willie wird der Ort in der vierten Strophe genannt. Der Song wurde erst 1991 auf dem Album The Bootleg Series Volumes 1–3 (Rare & Unreleased) 1961–1991 veröffentlicht. In Stephen Baxters Roman Die letzte Flut ist Cripple Creek die letzte Stadt, in der die Regierung der USA untergebracht ist und funktioniert, bevor der Kontinent überflutet wird.

## Söhne und Töchter der Stadt
- Bill Butler (1921–2023), Kameramann
- Robert Tannenbaum (1915–2003), Organisations- und Führungstheoretiker

## Belege
1. ↑  Explore Census Data Cripple Creek city, Colorado. Abgerufen am 17. Oktober 2022.
2. ↑  Dan Plazak: A Hole in the Ground with a liar at the Top. 2006, ISBN 978-0-87480-840-7
3. ↑  Listing of National Historic Landmarks by State: Colorado. National Park Service, abgerufen am 29. Juli 2017.
4. ↑  Cripple Creek Historic District im National Register Information System. National Park Service, abgerufen am 29. Juli 2017.